# Piergiorgio Pulixi
Piergiorgio Pulixi (né le 27 septembre 1982  à Cagliari) est un écrivain italien, auteur de romans policiers et de romans noirs, membre du collectif Mama Sabot , créé par Massimo Carlotto, dont il est l'élève.

## Biographie
Né à Cagliari, en Sardaigne, Piergiorgio Pulixi termine ses études classiques et, après une période passée à Londres, il s’installe à Milan.
Il fait partie du collectif Mama Sabot, avec lequel il a publié plusieurs livres : Perdas de fogu (Edizioni E/O, 2008), L'albero dei microchip (Edizioni Ambiente, 2009), Un amore sporco (Edizioni E/O, 2010) et Padre nostro (Rizzoli Editore, 2014).
La saga policière de Biagio Mazzeo commence en 2012 avec Una brutta storia, se poursuit avec La notte delle pantere (2014) et Per sempre (2015) et se termine avec Prima di dirti addio en 2016. Elle a été publiée par Edizioni E/O et a reçu plusieurs récompenses.
En 2014, il publie le roman noir psychologique L'appuntamento (Edizioni E/O). En 2015, il débute, toujours pour Edizioni E/O, la série thriller I canti del male avec le roman Il canto degli innocenti, suivi en 2017 de La scelta del buio. Le protagoniste de cette nouvelle série est le commissaire Vito Strega.
En 2016, il écrit, avec Massimo Carlotto, Lovers Hotel, la première série audio italienne, sortie sur la plateforme Audible .
En 2018, il publie chez Rizzoli le thriller Lo stupore della notte, un roman qui sonde les craintes de beaucoup en imaginant des attentats terroristes à Milan.
En 2019, toujours pour Rizzoli, il publie le thriller L'isola delle anime, situé cette fois dans sa région natale, la Sardaigne, avec lequel il remporte le prix Scerbanenco du meilleur roman noir de l'année.
En 2016, il a été invité au Crime Writers Festival à New Delhi, en Inde et au Deal Noir Festival à Deal, dans le Kent, en Angleterre.

## Œuvres

### Romans

#### SérieInspecteur supérieur Biagio Mazzeo
- 2012 : Una brutta storia, Edizioni E/O
- 2014 : La notte delle pantere, Edizioni E/O • prix Glauco-Felici (2015)
- 2015 : Per sempre, Edizioni E/O
- 2016 : Prima di dirti addio, Edizioni E/O • prix Corpi-Freddi (2016) et Garfagnana in Giallo (2016)

#### SérieLes chansons du mal
- 2015 : Il canto degli innocenti, Edizioni E/O • prix Franco Fedeli (2015)  Le Chant des innocents, traduit par Anatole Pons-Reumaux, Gallmeister, 2023, 336 p.  (ISBN 978-2-35178-278-1) ; réédition, Gallmeister, coll. « Totem » no 274, 2023, 336 p.  (ISBN 978-2-404-08028-4)
- 2017 : La scelta del buio, Edizioni E/O
- 2019 : L'isola delle anime, Nero Rizzoli • Prix Scerbanenco (2019) L'Île des âmes, traduit par Anatole Pons-Reumaux, Gallmeister, 2021, 544 p.  (ISBN 978-2-35178-249-1) ; réédition, Gallmeister, coll. « Totem » no 214, 2022, 560 p.  (ISBN 978-2-35178-842-4)
- 2021 : Un colpo al cuore, Nero Rizzoli L'Illusion du mal, traduit par Anatole Pons-Reumaux, Gallmeister, 2022, 544 p.  (ISBN 978-2-35178-277-4) ; réédition, Gallmeister, coll. « Totem » no 254, 2023, 592 p.  (ISBN 978-2-35178-888-2)
- 2022 : La settima luna, Nero Rizzoli La Septième lune, traduit par Anatole Pons-Reumaux, Gallmeister, 2024, 525 p.  (ISBN 978-2-35178-327-6)
- 2023 : Stella di mare, Nero Rizzoli Stella, traduit par Anatole Pons-Reumaux, Gallmeister, 2025, 576 p.  (ISBN 978-2351783665)
- 2024 : Per un'ora d'amore, Nero Rizzoli

#### Autres romans
- 2014 : L'appuntamento, Edizioni E/O
- 2017 : L'ira di Venere, Edizioni CentoAutori
- 2018 : Lo stupore della notte, Rizzoli
- 2019 : L'ultimo sguardo, Rizzoli
- 2023 : La libreria dei gatti neri, Marsilio La Librairie des chats noirs, traduit par Anatole Pons-Reumaux, Gallmeister, 2024, 288 p.  (ISBN 978-2-35178-358-0)

#### Séries audio
- 2016 : Lovers Hotel, de Massimo Carlotto et Piergiorgio Pulixi, Audible, 6 épisodes

#### En collaboration avec le collectif Mama Sabot
- 2008 : Perdas de fogu, Edizioni E/O
- 2009 : L'albero dei microchip, EdizioniAmbiente, 2009
- 2010 : Un amore sporco, Edizioni E/O
- 2014 : Padre nostro, Rizzoli

### Nouvelles dans des anthologies, des magazines et des journaux
- 2014 : Non sarà mai l'ultima, in Nessuna più, Elliot
- 2015 : La bambina di sabbia, in Delitti d'estate, Novecento editore
- 2015 : Nessuno è innocente, in Nessuno ci ridurrà al silenzio, Edizioni CentoAutori
- 2016 : Il sospetto, in Meglio non morire d'estate, Giulio Perrone editore
- 2016 : La scorciatoia, in I delitti della città vuota, Edizioni Atmosphere
- 2016 : Meninos de rua. Bambini all'inferno, in Giochi di ruolo al Maracanã. Il lato oscuro delle Olimpiadi, Edizioni E/O

## Récompenses et distinctions

### Prix
- 2015 : prix Glauco Felici pour La notte delle pantere
- 2015 : prix Franco Fedeli pour Il Canto degli innocenti
- 2016 : prix Vanity Fair du meilleur personnage littéraire féminin pour la commissaire Carla Rame
- 2018 : prix des lecteurs Giorgio-Scerbanenco pour Lo stupore della notte
- 2019 : prix Scerbanenco pour L'isola delle anime
- 2025 : prix Babelio, catégorie Polar et Thriller, pour La Librairie des chats noirs

### Nominations
- Trophée Michèle-Witta 2023 du roman étranger pour L’Illusion du mal[3]
- Grand prix de littérature policière 2023 (roman étranger) pour L’Illusion du mal[4]

## Crédit d'auteurs
- (it) Cet article est partiellement ou en totalité issu de l’article de Wikipédia en italien intitulé « Piergiorgio Pulixi » (voir la liste des auteurs).